# Samio Maekawa
Samio Maekawa (前川 佐美雄); 5 février 1903 - 15 juillet 1990, est un poète japonais.
Maekawa est issu d'une riche famille de Nara. Pendant la Seconde Guerre mondiale, il compose des poèmes patriotiques. Après la guerre, qui entraîne avec elle la chute financière de sa famille, il reste silencieux plusieurs années. À partir de 1953, il publie à nouveau des tanka, souvent humoristique et qui montrent sa capacité à trouver des images fraîches et frappantes.

## Source de la traduction
- (de) Cet article est partiellement ou en totalité issu de l’article de Wikipédia en allemand intitulé « Maekawa Samio » (voir la liste des auteurs).
- Notices d'autorité :   - VIAF
  - ISNI
  - IdRef
  - LCCN
  - GND
  - Italie
  - Japon
  - CiNii
  - Israël
  - WorldCat